# Pädiatrische Palliativversorgung
Pädiatrische Palliativversorgung (PPV) richtet sich an unheilbar kranke Kinder und Jugendliche sowie deren Familien. Charakteristisch für die PPV ist die umfassende Versorgung nicht nur des lebensbedrohlich erkrankten Kindes, sondern auch der Eltern und Geschwister.

## Ziele & Definition
Die Pädiatrische Palliativversorgung beginnt mit der Diagnosestellung einer lebensbedrohlichen Erkrankung und begleitet den jungen Patienten während des gesamten Krankheitsverlaufs. Sie kann parallel zu kurativen oder lebensverlängernden Therapien erfolgen. Während des Sterbens und in der ersten Zeit nach dem Tod des jungen Patienten steht PPV weiterhin der trauernden Familie zur Seite. 

Ziel der PPV ist das Lindern leidvoller Symptome unter Berücksichtigung eines medizinisch-psycho-sozial-spirituellen Behandlungskonzeptes im Sinne der Palliative Care.
Nach einer Expertengruppe, die sich IMPaCCT (International Meeting for Palliative Care in Children, Trento) nennt, wird die pädiatrische Palliativversorgung wie folgt definiert:
„Unter Palliativversorgung von Kindern versteht man die aktive und umfassende Versorgung, die Körper, Seele und Geist des Kindes gleichermaßen berücksichtigt und die Unterstützung der betroffenen Familie gewährleistet. Sie beginnt von der Diagnosestellung an und ist unabhängig davon, ob das Kind eine Therapie mit kurativer Zielsetzung erhält. Es ist Aufgabe der professionellen Helfer, das Ausmaß der physischen, psychischen und sozialen Belastungen des Kindes einzuschätzen und zu minimieren. Wirkungsvolle pädiatrische Palliativversorgung ist nur mit Hilfe eines breiten multidisziplinären Ansatzes möglich, der die Familie und öffentliche Ressourcen mit einbezieht. Sie kann auch bei knappen Ressourcen erfolgreich implementiert werden. Kinderpalliativversorgung kann in Krankenhäusern der höchsten Versorgungsstufe, in den Kommunen und zu Hause beim Patienten erbracht werden.“

## Stufen der Pädiatrischen Palliativversorgung
Die Inhalte der PPV richten sich nach dem Bedarf der Kinder und ihrer Familie. Es werden drei Spezialisierungsstufen pädiatrischer Palliativversorgung unterschieden.
- Stufe 1: Alle Fachleute, die an der Versorgung schwerkranker Kinder beteiligt sind, wenden die Grundsätze der Palliative Care in angemessener Form an.
- Stufe 2: Von der allgemeinen Palliativversorgung profitieren lebensbedrohlich erkrankte Kinder und ihre Familien; zu Hause vom Kinderarzt und ambulanten Kinderkrankenpflegediensten, im stationären Bereich durch ärztlich-pflegerische Teams. Hospizliche Unterstützungsangebote ergänzen bei Bedarf die Versorgung.
- Stufe 3: Der speziellen Palliativversorgung bedürfen Kinder mit einer schwerwiegenden lebensbedrohlichen Erkrankung und einem komplexen Symptomgeschehen.
Zu Hause erfolgt dies in Kooperation mit den Teams der spezialisierten ambulanten Pädiatrischen Palliativversorgung (SAPPV) für Kinder und Jugendliche, eine im 5. Sozialgesetzbuch (SGB V) verankerte Leistung. Eine stationäre Versorgung von Kindern und Jugendlichen ist in Kinder- und Jugendhospizen und auf einer Palliativstation im Krankenhaus möglich. Die erste Palliativstation für Kinder und Jugendliche gibt es seit 2010 an der Vestischen Kinder- und Jugendklinik, Datteln – Universität Witten/Herdecke unter der Leitung von  Boris Zernikow.

## Zielgruppen der PPV
Epidemiologischen Daten aus England zufolge sind von 10.000 Kindern (bis zu einem Alter von 19 Jahren) 32 Kinder lebensbedrohlich erkrankt. Laut dem Bundesverband Kinderhospiz leben in Deutschland etwa 40.000 lebensbedrohlich erkrankte Kinder und Jugendliche, von denen jährlich etwa 5.000 an ihrer Erkrankung sterben.
An Krebs erkranken in Deutschland jährlich etwa 1.800 Kinder in ihren ersten 15 Lebensjahren, aber auch bestimmte – zum Teil sehr seltene – neurologische oder kardiologische Erkrankungen bzw. Fehlbildungen oder Stoffwechselstörungen sind unheilbar, verlaufen tödlich und gehen teils mit schweren geistigen und körperlichen Beeinträchtigungen einher. Die erkrankten Kinder leiden zum Teil unter Schmerzen, Krampfanfällen, starker Unruhe oder anderen belastenden Symptomen. 
Die Association for Children with Life Threatening or Terminal Conditions and Their Families (ACT) verfasste eine systematische Gliederung lebensbedrohlicher Erkrankungen:
- Gruppe 1: Kinder und Jugendliche mit lebensbedrohlichen Erkrankungen, für die eine kurative Therapie verfügbar ist, welche jedoch auch versagen kann. Die Palliativversorgung kann parallel zu einer kurativ ausgerichteten Therapie und/oder bei Therapieversagen erforderlich sein. Beispiel: Krebserkrankung

- Gruppe 2: Kinder und Jugendliche mit Erkrankungen, bei denen ein frühzeitiger Tod unvermeidlich ist. Lange Phasen intensiver Therapien haben eine Lebensverlängerung und eine Teilnahme an normalen Aktivitäten des täglichen Lebens zum Ziel.

- Gruppe 3: Kinder und Jugendliche mit unaufhaltsam fortschreitenden Krankheitsverläufen ohne die Möglichkeit einer kurativen Therapie. Die Therapie erfolgt ausschließlich palliativ. Sie erstreckt sich häufig über viele Jahre. Beispiele: Batten-Spielmeyer-Vogt-Syndrom oder Muskeldystrophie.

- Gruppe 4: Kinder und Jugendliche mit irreversiblen, jedoch nicht progredienten Erkrankungen, die regelhaft Komplikationen zeigen und wahrscheinlich zum Tod führen. Diese Erkrankungen stellen komplexe Anforderungen an die medizinische Versorgung. Beispiele: Hypoxische Enzephalopathie nach peripartaler Asphyxie, Mehrfachbehinderung nach Schädel-Hirn- oder Wirbelsäulentrauma.

## Kinderrechte in der pädiatrischen Palliativversorgung
Die Standards der pädiatrischen Palliativversorgung in Europa berücksichtigen ethische und rechtliche Aspekte:
I. Gleichheit
- Jedes Kind soll ungeachtet der finanziellen Möglichkeiten seiner Familie gleichen Zugang zu pädiatrischer Palliativversorgung haben.

II. Im Interesse des Kindes
- Bei jeglicher medizinischen Entscheidung muss das Wohl des Kindes oberste Priorität haben.
- Man darf dem Kind keine Behandlung angedeihen lassen, die es belastet, ohne ihm einen erkennbaren Nutzen zu bringen.
- Jedes Kind hat das Recht auf angemessene Schmerzbehandlung und Symptomkontrolle durch pharmakologische und komplementäre Maßnahmen, und dies rund um die Uhr und wann immer nötig.
- Jedes Kind muss würde- und respektvoll behandelt werden; es hat unabhängig von seinen körperlichen oder intellektuellen Fähigkeiten ein Recht auf Privatsphäre.
- Die besonderen Bedürfnisse Jugendlicher und junger Erwachsener müssen berücksichtigt werden. Dies erfordert rechtzeitige Planung.

III. Kommunikation und Entscheidungsfindung
- Grundlage aller Kommunikation muss ein sensibler, altersgerechter und dem kindlichen Entwicklungsstand angepasster Zugang sein, der von Ehrlichkeit und Offenheit geprägt ist.
- Die Eltern sind unbedingt als die primär Versorgenden anzuerkennen. Sie sind an zentraler Stelle als Partner in die gesamte Versorgung ihres Kindes und in jeglichen Entscheidungsprozess einzubeziehen.
- Den Eltern darf keine Information vorenthalten werden. Dies gilt – entsprechend dem Alter und dem Entwicklungsstand – ebenso für das Kind und für gesunde Geschwister. Auch die Bedürfnisse sonstiger Verwandter sollen berücksichtigt werden.
- Jedem Kind muss entsprechend seinem Alter und Entwicklungsstand die Gelegenheit gegeben werden, an Entscheidungen seiner Palliativversorgung teilzuhaben.
- Situationen mit hohem Konfliktpotenzial sollten antizipiert werden. Schon im Vorfeld sollten Strukturen einer frühzeitigen Kommunikation, therapeutischer Intervention oder Ethikberatung etabliert werden.
- Jede Familie hat einen Anspruch auf die Zweitmeinung eines pädiatrischen Spezialisten, der über Spezialkenntnisse zu der Erkrankung des Kindes, seiner Therapie und allen Versorgungsoptionen verfügt.

IV. Versorgungsmanagement
- Das gemeinsame Zuhause der Familie muss, wenn irgend möglich, zentraler Ort der Versorgung bleiben.
- Werden Kinder in ein Krankenhaus oder ein stationäres Hospiz eingewiesen, sollten sie zusammen mit Kindern, die nach ihrem Entwicklungsstand ähnliche Bedürfnisse haben, in kindgerechter Umgebung von pädiatrisch geschulten Mitarbeitern versorgt werden. Kinder sollen keinesfalls in Krankenhäuser oder Hospize für Erwachsene eingewiesen oder dort versorgt werden.
- Die Versorgung der Kinder soll von Mitarbeitern erbracht werden, die kraft Ausbildungsstand und Fertigkeiten den physischen, emotionalen und der individuellen Reife entsprechenden Bedürfnissen der Kinder sowie deren Familien gerecht werden.
- Jede Familie hat Anspruch auf die Versorgung zu Hause durch ein multidisziplinäres, ganzheitlich orientiertes Kinderpalliativteam. Ein solches Team umfasst mindestens Kinderkrankenschwester, Kinderarzt, Sozialarbeiter, Psychologe und Seelsorger.
- Jede Familie hat Anspruch auf einen »case manager«, der der Familie hilft, ein angemessenes Unterstützungssystem aufzubauen und zu erhalten.

V. Entlastungspflege
- Jede Familie soll flexibel Zugang zu häuslicher oder stationärer Entlastungspflege einschließlich angemessener multidisziplinärer pädiatrischer Betreuung und Unterstützung in medizinischen Belangen haben.

VI. Unterstützung der Familie
- Geschwisterbetreuung ab Diagnosestellung ist integraler Bestandteil der pädiatrischen Palliativversorgung.
- So lange wie nötig soll der ganzen Familie Unterstützung bei der Trauerarbeit angeboten werden.
- Jedem Kind und seiner Familie ist seelsorgerische beziehungsweise religiöse Betreuung zu gewähren.
- Jede Familie sollte Anspruch auf Fachberatung zu Hilfsmittelversorgung und finanziellen Hilfen haben. In Zeiten außergewöhnlicher Belastung sollte ihr eine Haushaltshilfe gewährt werden.

VII. Bildung
- Jedes Kind hat ein Anrecht auf Bildung. Es sollte darin unterstützt werden, wenn irgend möglich seine frühere Schule zu besuchen.
- Jedem Kind muss die Möglichkeit gegeben werden, zu spielen und kindgerechten Aktivitäten nachzugehen.

## Fortbildung
Die Zusatzweiterbildung Palliativversorgung bei Kindern und Jugendlichen für Gesundheits- und Kinderkrankenpfleger, Kinderärzte, Psychologen, Seelsorger und Sozialarbeiter in Deutschland basiert auf dem Dattelner Curriculum. Das Dattelner Curriculum ist multiprofessionell angelegt und umfasst 4 Seminarwochen mit 40 Wochenstunden sowie eine praxisbezogene Hausarbeit. Das Curriculum unterliegt seit 2013 der Überprüfung durch die Akkreditierungsstelle der Universität Witten/Herdecke – Lehrstuhl für Kinderschmerztherapie und pädiatrische Palliativmedizin.